# Osvaldo Wegmann
Osvaldo Wegmann Hansen (1918, San Julián, Argentina—21 de diciembre de 1987, Punta Arenas, Chile) fue un escritor y periodista chileno. 

## Biografía
Nacido en la ciudad argentina de Puerto San Julián, en la Provincia de Santa Cruz. Hijo de padre suizo y madre chilena, Osvaldo Wegman pasó su niñez en Puerto Natales y más tarde, se trasladó a Punta Arenas y obtuvo la ciudadanía chilena por consanguinidad de acuerdo con las leyes vigentes.
Su inclinación literaria se manifestó en la adolescencia: a los 17 años escribía en la revista Juventud del puntanerense Liceo Salesiano San José, donde estudiaba. Con el tiempo, se convirtió en uno de los más destacados y prolíficos escritores de la Patagonia. 
El primer cuento de Wegman, «El Caleuche», fue incluido por Nicomedes Guzmán en la antología Nuevos cuentistas chilenos, aparecida 1941, cuando recién había cumplido su mayoría de edad. A partir de entonces, produjo relatos que fueron recopilados en tres volúmenes y cinco novelas, además de las numerosísimas crónicas que escribió como periodista.
Fue director del diario La Prensa Austral en Puerto Natales por más de veinte años y miembro de la Academia Chilena de la Lengua. Además, participó en varias expediciones arqueológicas en la Patagonia.
Entre las distinciones obtenidas, se pueden citar el Premio Municipal de Literatura de Santiago 1985 en la categoría cuento, que ganó por el El cementerio de los milodones, y el haber sido declarado Hijo Ilustre de Puerto Natales (1974), y Ciudadano Distinguido de Magallanes (1982); recibió asimismo la Medalla Municipal de Punta Arenas. 
A partir de 1979 fue miembro correspondiente de la Academia Chilena de la Lengua.

## Obras

### Cuento
- 1953 - Tierra de alacalufes
- 1968 - El sueño del ballenero
- 1984 - El cementerio de los milodones

### Novela
- 1955 - La tierra de las discordias
- 1970 - El camino del hambre
- 1973 - Primavera en Natales
- 1977 - La última canoa
- 1993 - El tesoro del capitán Garfio (póstumamente)

### Otros
- 1974 - Magallanes histórico, crónica